# نادي بترول أسيوط
نادي بترول أسيوط هو أحد أندية كرة القدم في الدوري المصري القسم الثاني، ويتبع شركة أسيوط لتكرير البترول التابعة لوزارة البترول بمصر، ومكانه محافظة أسيوط، هبط النادي في موسم 2009 - 2010 إلى دوري الدرجة الثانية ثم الدرجة الثالثة.